# Nils Stump
Nils Stump (12 de abril de 1997) é um judoca suíço. Competiu nos Jogos Olímpicos de Verão de 2024 em Paris. Foi eliminado na primeira fase pelo mongol Batzayaagiin Erdenebayar.
O judoca suíço Nils Stump é o campeão do mundo de 2023 em Doha. Conquistou a medalha de ouro no Grand Slam de Telavive, em 2023. Nils conquistou uma medalha de bronze nos Europeus de Lisboa em 2021. triunfou no Grand Slam de Dushanbe em 2024. Nils ganhou a medalha de bronze no Campeonato da Europa de Juniores em 2016, em Málaga. Foi medalha de bronze no Grande Prémio de Tbilissi em 2018. Conquistou a medalha de ouro no Open da Europa em Madrid, em 2022. Conquistou a medalha de ouro no Open Europeu de Oberwart em 2022. Conquistou a medalha de ouro no Grand Slam de Abu Dhabi em 2022.